# Ferrari 296 GTB
Ferrari 296 GTB är en sportbil som den italienska biltillverkaren Ferrari presenterade i juni 2021.
296 GTB är Ferraris första sexcylindriga bil sedan 1970-talets Dino-modeller. Bilen är en plug in-hybrid med en elmotor på bakaxeln. Tillsammans med förbränningsmotorn ger de en systemeffekt på 830 hk. Hybridsystemets batteripack har en kapacitet på 7,45 kWh vilket uppges räcka till 25 km körning på ren eldrift.
Motor:
| Modell  | Motor              | Cylindervolym | Effekt                 | Vridmoment             | Systemeffekt | Bränslesystem                      |
| ------- | ------------------ | ------------- | ---------------------- | ---------------------- | ------------ | ---------------------------------- |
| 296 GTB | 6-cyl V-motor DOHC | 2992 cm³      | 663 hk vid 8 000 v/min | 740 Nm vid 6 250 v/min | 830 hk       | Direktinsprutning, turbo + elmotor |

## Bilder

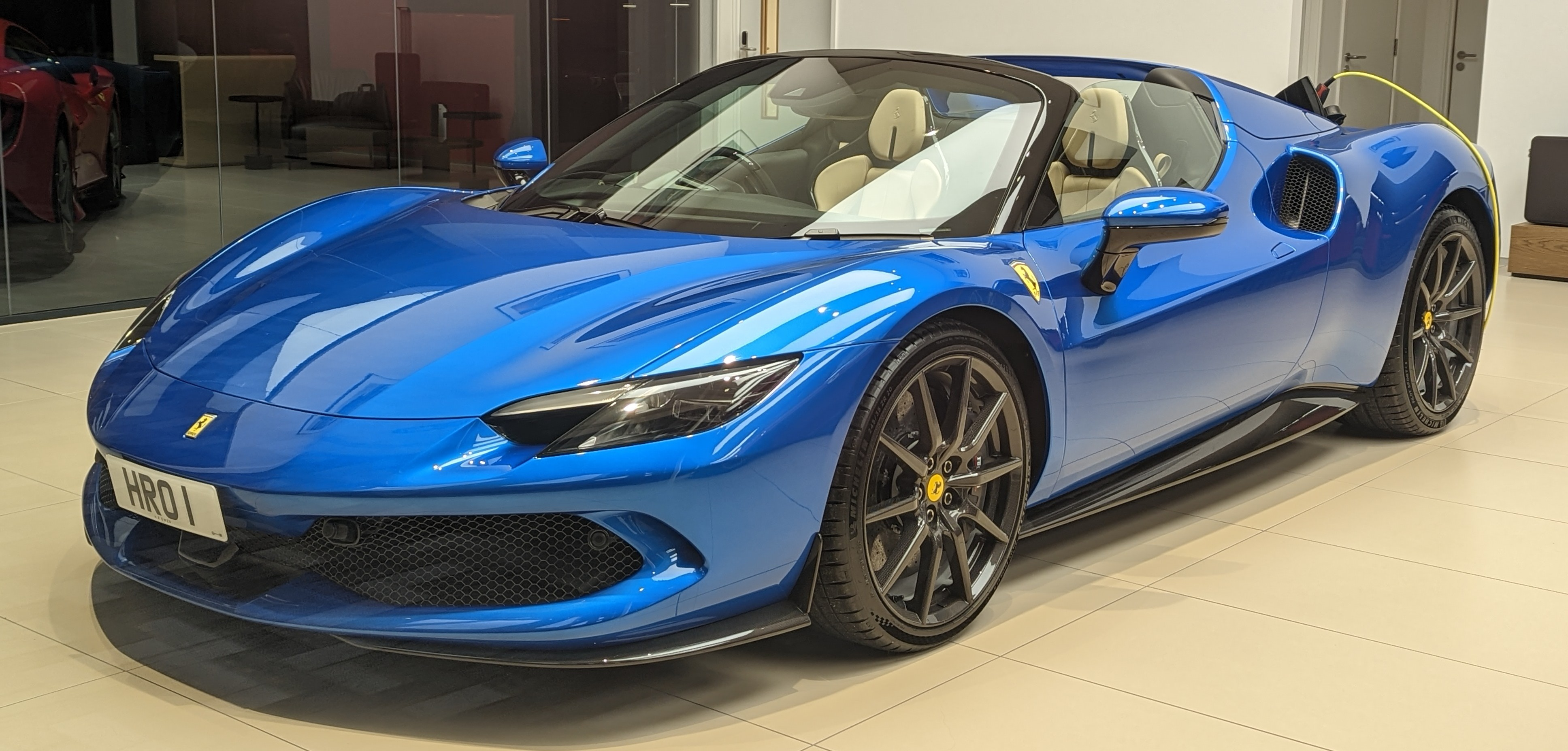
Ferrari 296 GTS
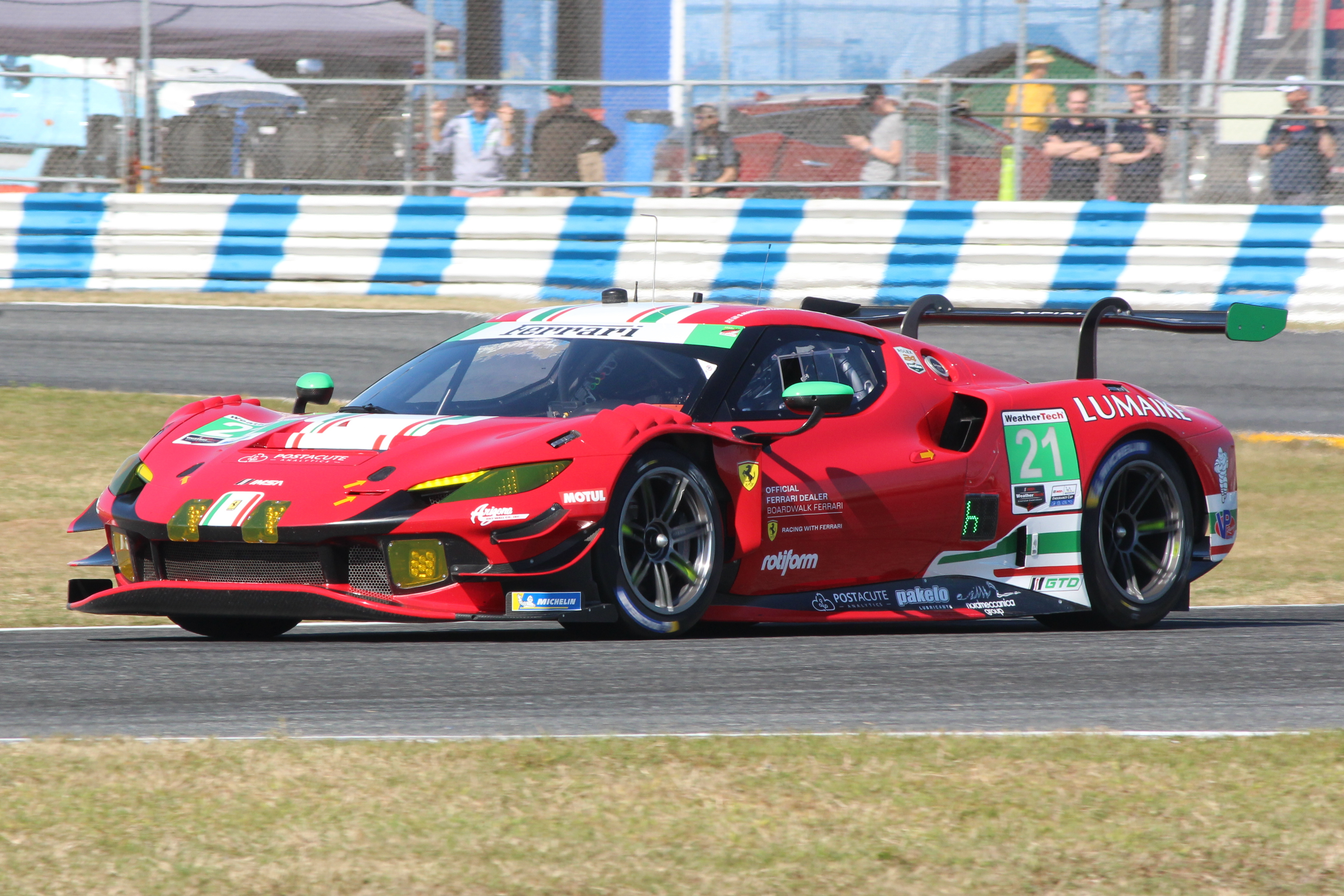
Ferrari 296 GT3